# テクノサマタ
テクノ サマタ（女性、生年不明）は、日本の漫画家・イラストレーター。北海道出身。
ソニー・マガジンズ発行の雑誌『きみとぼく』などで少女漫画を発表していた。
『きみとぼく』廃刊以降は、幻冬舎のボーイズラブ漫画雑誌『ルチル』、『コミック百合姫』などで執筆している。
同人イベント「コミックマーケット」のカタログ表紙や小説の挿画なども描いている。

## 主な作品一覧

### 漫画
- 草の冠 星の冠 全5巻（『ルチル』、幻冬舎）
  1. ISBN 978-4-344-80084-7
  2. ISBN 978-4-344-80457-9
  3. ISBN 978-4-344-80849-2
  4. ISBN 978-4-344-81673-2
  5. ISBN 978-4-344-81748-7
- 三日月、朔月、十三夜。（『ウィングス』、新書館） ISBN 978-4-403-61702-7
- B級天国（『きみとぼく』、ソニーマガジンズ、現在は幻冬舎コミックスとして復刊） ISBN 978-4-344-80093-9
- magic channel（『スコラ』、幻冬舎コミックス） ISBN 978-4-344-80094-6
- プニちゃん 全2巻（『ウェブマガジンウィングス』、新書館）
  1. ISBN 978-4-403-67122-7
  2. ISBN 978-4-403-67164-7
- 日傘ちゃん 全2巻（『ルチル』、幻冬舎コミックス）
  1. ISBN 978-4-344-83214-5
  2. ISBN 978-4-344-84357-8
- 感情のなまえ（『ルチル』、幻冬舎コミックス）

読切
- 24、25。（『コミック百合姫Selection 2007 spring』）
- 宵待群青姫王子（『コミック百合姫』2011年1月号・9月号）

### イラスト
- 命短し恋せよロミオ! 全2巻（著:ココロ直、コバルト文庫）
  - バイバイ、優しいチェリー 命短し恋せよロミオ!
  - 透明人間は皮肉屋だ 命短し恋せよロミオ!
- 鳥籠荘の今日も眠たい住人たち 全6巻（著:壁井ユカコ、電撃文庫）
- 悩める秘書の夜のお仕事 全3巻（著:黒崎あつし、幻冬舎ルチル文庫）
  - 悩める秘書の夜のお仕事
  - 憂える姫の恋のとまどい
  - 夢みる秘書の恋する条件
- タマの猫又相談所 全2巻（著:天野頌子、ポプラ文庫ピュアフル）
  - タマの猫又相談所 花の道は嵐の道
  - タマの猫又相談所 逆襲の茶道部
- Complete Book 全2巻（著:朝丘戻、ダリア文庫）
  - あめと星の降るところ -Complete Book 1-
  - 春と秋とソラの色 -Complete Book 2-
- こぎつね、わらわら 既刊6巻（著:松幸かほ、SKYHIGH文庫）
  - こぎつね、わらわら 稲荷神のまかない飯
  - こぎつね、わらわら 稲荷神のまんぷく飯
  - こぎつね、わらわら 稲荷神のはらぺこ飯
  - こぎつね、わらわら 稲荷神のおまつり飯
  - こぎつね、わらわら 稲荷神のおもいで飯
  - こぎつね、わらわら 稲荷神のなつかし飯
  - こぎつね、わらわら 稲荷神のあったか飯
- 沈まぬ夜の小舟 上下巻（著:中庭みかな、幻冬舎コミックス単行本）